# Package (elettronica)

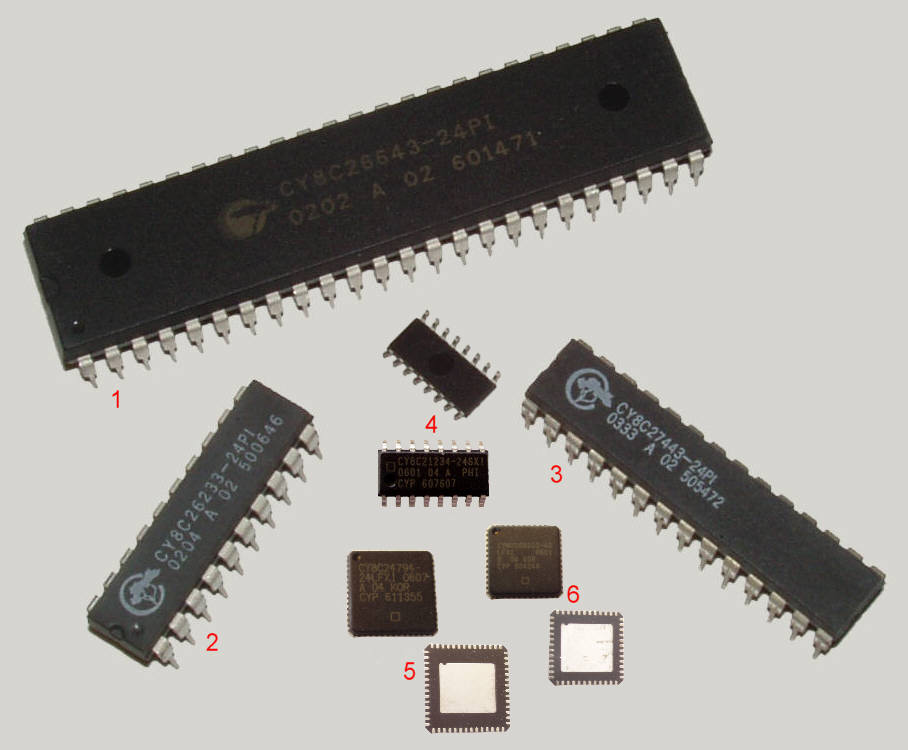
Diversi tipi di package plastici

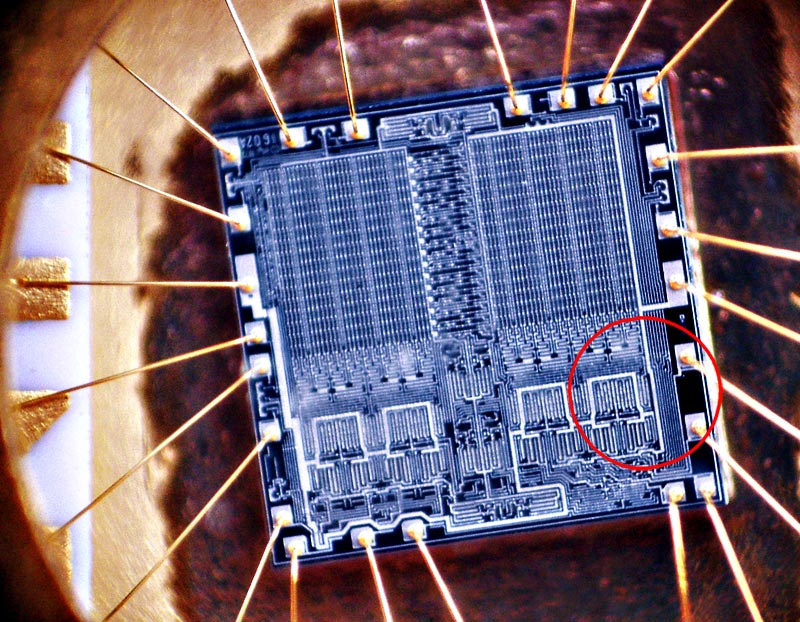
Il die viene collegato ai piedini del package tramite una serie di fili metallici

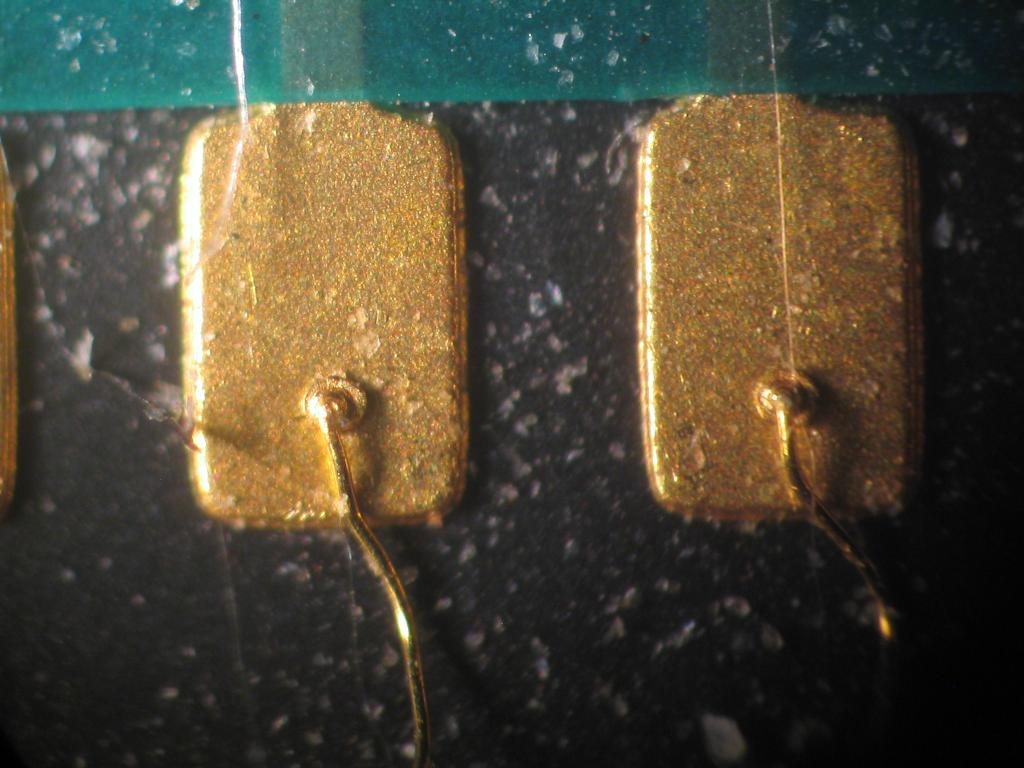
Particolare del punto di saldatura del filo di collegamento in oro, sulla piazzuola metallizzata, anch'essa in oro puro.

Un package (lett. "capsula"), indica il contenitore in cui sono racchiusi alcuni tipi di componenti elettronici.

## Descrizione
Questi possono essere semplici relé, circuiti costituiti da reti di resistori o transistor, oppure circuiti integrati compresi i microprocessori. In questo caso il die costituisce il cuore elaborativo del processore stesso (core) mentre il package è tutto quello che sta "intorno" al die, ovvero tutto ciò che si vede e si maneggia. Da questo, fuoriescono i terminali di collegamento (pin), preposti a collegare il die del componente ai circuiti della piastra elettronica; il collegamento dei microprocessori destinati al computer generici per casa o ufficio, avviene tramite uno "zoccolo" (socket), saldato sulla piastra elettronica sul quale viene innestato il componente, in versioni particolari di microprocessori destinati ad usi specifici o in condizione di lavoro gravose, questi ultimi sono saldati direttamente sulla piastra.
Solitamente le dimensioni del core rispetto a quelle del package sono molto ridotte, circa 2 o 3 cm² a fronte di un package (quindi le dimensioni dell'intero microprocessore) di circa 20 cm²; tali dimensioni del package sono necessarie a causa dell'elevato numero dei pin, nell'ordine di molte centinaia. in quest'ultimo possono essere riuniti più die con funzioni differenti, collegati fra loro a formare un circuito complesso, comprendente a volte anche resistori e condensatori, in questo caso il componente prende il nome di ibrido.
Forma e dimensioni del package possono essere le più varie: può essere in metallo, materiale plastico o ceramica, i contatti elettrici del circuito possono essere costituiti da pin o reofori, nelle versioni ceramiche possono consistere in piccole zone metallizzate generalmente in oro, uniformemente distanziate tra loro chiamate piazzuole, simili a quelle presenti sulle schede dei telefoni cellulari. La forma e la dimensione dei package sono comunque standardizzate; gli unici package con dimensioni e forma non riconducibile ad alcun standard, sono quelli che racchiudono un circuito progettato del costruttore stesso dell'apparecchiatura che li contiene e sono definiti custom.
Lo stesso tipo di package usato per gli IC è usato anche per altri dispositivi, quali accoppiatori ottici e alcuni tipi di relè reed, alcuni dei quali adottano il package definito "Dual in Line". Il contenitore dei singoli transistor e dei diodi viene invece definito "case". Gli unici package che permettono la visione del die interno, oltre a due dispositivi obsoleti da tempo, EPROM e i microcontroller dotati di EPROM, sono alcuni tipi di display alfanumerici realizzati in plastica traslucida di colore rosso, come ad esempio il TIL311 o quelli facenti parte della serie 7300 di HP.
Il chip è assemblato in un package munito di pin attraverso più collegamenti; uno o più package (ad es. il chipset) e altri componenti elettronici "discreti" (cioè singoli, non "integrati") sono impiantati e collegati tra loro su una piastra elettronica chiamata circuito stampato (in quanto i collegamenti (le "piste") non sono realizzate con filo elettrico, ma sono "stampati" sul supporto in carta bakelizzata o - più spesso - in vetronite; il circuito stampato completo di tutti i dispositivi elettronici necessari per una certa funzione (più dissipatori, connettori ecc.) è una scheda elettronica pronta all'uso.

## Tipologie

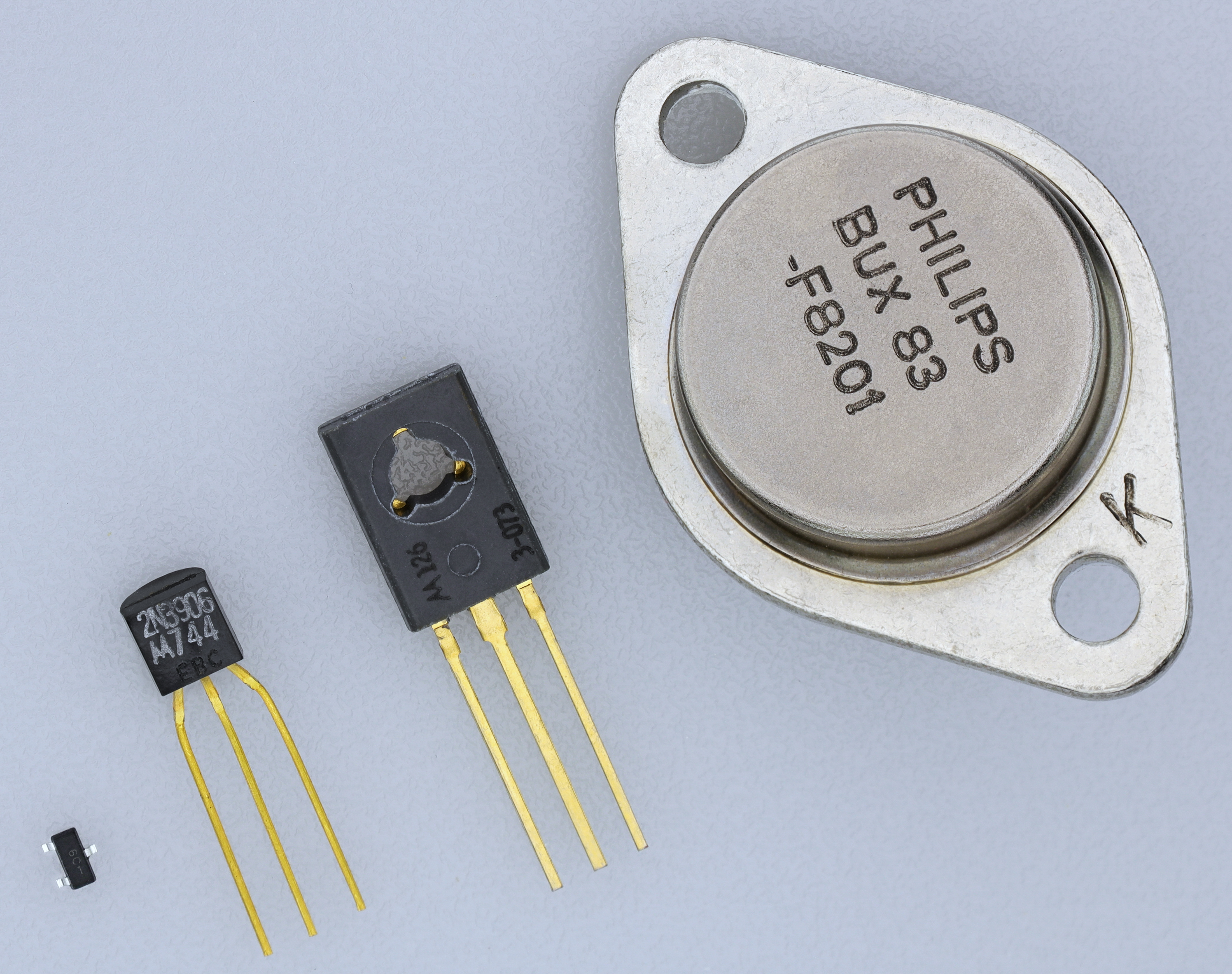
Confronto delle dimensioni dei package di transistor BJT, da sinistra a destra: SOT-23, TO-92, TO-126, TO-3

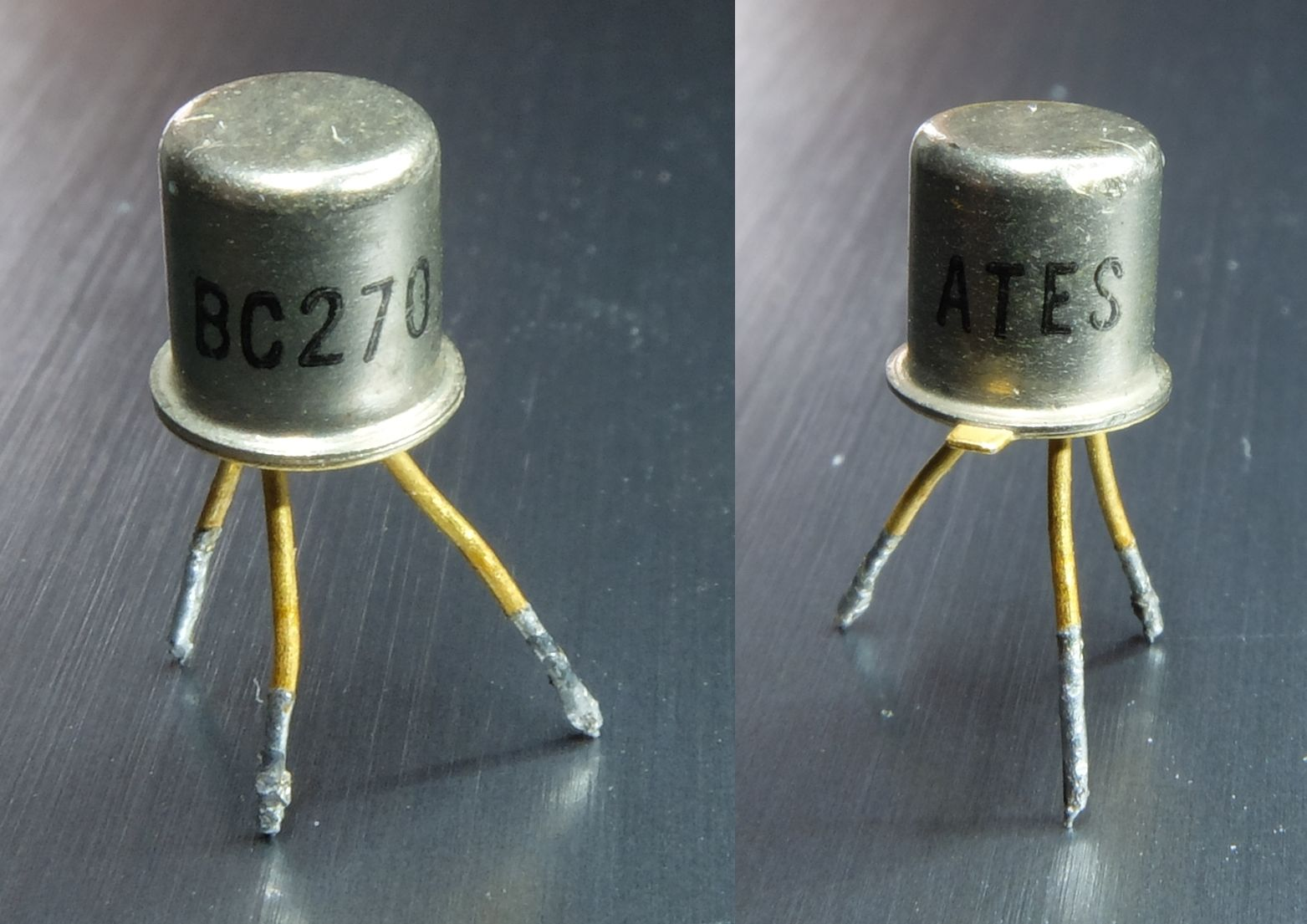
Un transistor BJT BC270C della ATES con package TO-18

### Fori passanti
- DIP: Dual Inline Package (conosciuto anche come PDIP)
- TO-220 (e ITO-220):
- TO-247:
- TO-252:
- TO-263:
- TO-263 THIN:
- TO-92:
- TO-126:

Package ermetici:
- TO-3:
- TO-5:
- TO-18
- TO-39: metal can for transistor
- TO-46:
- TO-66:
- TO-99: metal can for IC
- TO-100:
- CERDIP:

### Montaggio superficiale
- BGA: Ball Grid Array
- COG:
- FBGA:
- FCPGA: Flip-chip Pin Grid Array
- LAMINATE CSP:
- LAMINATE TCSP:
- LAMINATE UCSP:
- LBGA:
- LLP:
- LLP COL:
- LQFP EXP PAD:
- LQFP: Low-profile Quad Flat Package
- LTCC:
- LGA: Land Grid Array
- MDIP:
- MICRO SMD:
- MICRO SMDXT:
- MICRO-ARRAY:
- MINI SOIC:
- MINI SOIC EXP PAD:
- MCM: Multi-Chip Module
- OPGA: Organic Pin Grid Array
- POS:
- PSOP:
- PGA: Pin Grid Array (also known as PPGA)
- PLCC: Plastic Leaded Chip Carrier
- PQFP: Plastic Quad Flat Pack
- QFN: Quad Flat No Leads
- QFP: Quad Flat Package
- SC-70:
- SOIC NARROW:
- SOIC WIDE:
- SOT-223:
- SOT-23:
- SSOP-EIAJ:
- SSOP: Shrink Small-Outline Package
- SIP: Single in-line package
- SOIC: Small-outline Integrated Circuit
- TEPBGA:
- TQFP EXP PAD:
- TQFP: Thin Quad Flat Pack
- TSOT:
- TSSOP EXP PAD:
- TSSOP: Thin Shrink Small Outline Package
- TSOP: Thin Small-outline Package
- UFBGA:
- WSON: Very Very Thin Small Outline No Lead Package
- ZIP: Zig-zag_in-line_package

Package ermetici:
- CCGA:
- CERPACK:
- CPGA: Ceramic Pin Grid Array
- CQFP:
- CQGP:
- CSOP:
- LCC: Leadless chip carrier
- SIDEBRAZE: